# (862) Franzia
(862) Franzia – planetoida z pasa głównego asteroid okrążająca Słońce w ciągu 4 lat i 254 dni w średniej odległości 2,8 au. Została odkryta 28 stycznia 1917 roku w Landessternwarte Heidelberg-Königstuhl w Heidelbergu przez Maxa Wolfa. Nazwa pochodzi od imienia syna odkrywcy, Franza Wolfa. Przed jej nadaniem planetoida nosiła oznaczenie tymczasowe (862) 1917 BF.